# Kukulcania santosi
Espèce
Kukulcania santosi est une espèce d'araignées aranéomorphes de la famille des Filistatidae.

## Distribution
Cette espèce se rencontre au Mexique au Chiapas et en Oaxaca, au Salvador, au Nicaragua et au Costa Rica,.
Elle a été introduite au Pérou et au Chili.

## Description
Le mâle holotype mesure 6,39 mm et la femelle paratype 11,12 mm.

## Étymologie
Cette espèce est nommée en l'honneur d'Adalberto J. Santos.

## Publication originale
- Magalhaes & Ramírez, 2019 : The crevice weaver spider genus Kukulcania (Araneae: Filistatidae). Bulletin of the American Museum of Natural History, no 426, p. 1-151 (texte intégral).